# Бацула, Андрей Сергеевич
Андре́й Серге́евич Бацу́ла (укр. Андрій Сергійович Бацула, род. 6 февраля 1992, Кременчуг, Полтавская область) — украинский футболист, защитник клуба «Мурас Юнайтед».

## Биография
Воспитанник кременчугского футбола, первый тренер — Александр Зозуля. В турнирах ДЮФЛ Украины выступал за местный «Кремень» (77 игр, 25 голов) и владимир-волынский «BRW-ВИК» (8 игр). В 2009 году, по приглашению Сергея Свистуна стал игроком полтавской «Ворсклы», однако выступал за команду только в молодёжном первенстве (94 игры, 4 гола), где вскоре стал капитаном и лидером. Не проведя ни одной игры за основной состав, в 2012 году арендован родным «Кремнем», выступавшем во второй лиге чемпионата Украины под руководством Свистуна. Проведя в команде год, в 2013 году отправился на сборы с армянским «Титаном», однако команде из Крыма не подошёл, после чего вернулся в «Кремень».
Летом 2014 года, в качестве свободного агента, перешёл в кировоградскую «Звезду». В новом клубе практически сразу стал основным игроком. В сезоне 2015/16 вместе с командой стал чемпионом первой лиги чемпионата Украины. Дебютировал в украинской Премьер-лиге 22 июля 2016 года, выйдя в основном составе в выездном матче против донецкого «Шахтёра». В течение трёх сезонов был основным игроком и одним из лидеров команды. По окончании сезона 2016/17 покинул кропивницкий клуб.
7 июня 2017 подписал двухлетний контракт с клубом «Александрия».
Выступал за юношеские сборные Украины различных возрастов (6 игр, 1 гол).
1 января 2022 года стал игроком полтавской «Ворсклы».

## Достижения
«Звезда» (Кропивницкий)
- Победитель первой лиги Украины: 2015/16

«Ворскла»
- Финалист Кубка Украины: 2023/24